# Хора-Сирма (Вурнарский район)
Хора́-Сирма́ (чув. Хураҫырма) — деревня в Вурнарском районе Чувашской Республики. Входит в состав Ершипосинского сельского поселения.

## География
Находится в центральной части Чувашии, на расстоянии приблизительно 9 км на юг-юго-восток по прямой от районного центра посёлка Вурнары на берегах речки Потаушка.

## История
Известна с 1858 года, когда здесь было 243 жителя, в 1897 году 372 жителя. В 1926 году учтено 115 дворов и 538 жителей. В 1939 было учтено 612 жителей, в 1979 — 416. В 2002 году было 107 дворов, в 2010 — 76 домохозяйств. В 1930 году был образован колхоз «Ландыш», в 2010 действовало ООО «Агрохмель».

## Население
Постоянное население составляло 193 человека (чуваши 96 %) в 2002 году, 160 — в 2010.